# Dreisbach (Bröl)
Der Dreisbach ist ein 4,4 km langer, orographisch rechter Nebenfluss der Bröl in Nordrhein-Westfalen, Deutschland. Der Bach entspringt im Norden der Ortschaft Eischeid auf einer Höhe von 218 m ü. NHN und fließt über Neunkirchen, Hohn und mündet bei Ingersau auf 108 m ü. NHN rechtsseitig in die Bröl. Auf seinem Weg erfährt der Bach ein Gefälle von 110 m, was einem mittleren Sohlgefälle von 25 ‰ entspricht. Der Dreisbach entwässert ein Einzugsgebiet von 5,418 km².
Im Unterlauf führt die B 507 durch das Dreisbachtal.